# Voulx
Voulx település Franciaországban, Seine-et-Marne megyében. Lakosainak száma 1622 fő (2022. január 1.). Voulx Chevry-en-Sereine, Diant, Montmachoux és Thoury-Férottes községekkel határos.

## Népesség
A település népessége az elmúlt években az alábbi módon változott:
| Lakosok száma | 1756 | 1761 | 1846 | 1729 | 1697 | 1664 | 1645 | 1632 | 1622 |
|               | 2013 | 2015 | 2016 | 2017 | 2018 | 2019 | 2020 | 2021 | 2022 |